# Nándor Katona
Nándor Katona (ur. 12 września 1864  – zm. 1 sierpnia 1932 w Budapeszcie) – węgierski malarz żydowskiego pochodzenia.
Nandor urodził się w Starej Wsi Spiskiej (obecna Słowacja) w 1864 roku jako jedno z siedmiorga dzieci, biednej żydowskiej rodziny. Szybko odkryto talent Nándora do sztuki, głównie malarstwa, przez co w wieku 13 lat rozpoczął się kształcić pod okiem węgiersko-słowackiego malarza, László Mednyánszky'ego. W 1890 roku ukończył studia w Akademii Sztuk Pięknych w Budapeszcie oraz rozpoczął studia malarskie w Paryżu. W czasie studiów odbył liczne podróże po Europie Zachodniej. 
Do jego najsłynniejszych dzieł zaliczają się portrety krajobrazowe rodzinnego Spiszu, Tatr, a także Kieżmarku oraz życia codziennego mieszkańców Budapesztu.
Obecnie jego prace są wystawiane w Muzeum Narodowym w Budapeszcie oraz Słowackiej Galerii Narodowej w Bratysławie oraz w muzeum Tatr w Popradzku.
Nándor Katona zmarł w 1932 w wieku 68 lat.